# آاگ گ.۲
آاگ گ.۲ (به انگلیسی: AEG G.II) یک هواگرد ساختِ کارخانهٔ آاگ در کشور امپراتوری آلمان است. نخستین استفاده‌کنندهٔ این هواپیما لوفت‌اشترایت‌کرفته بوده‌است.